# Pristava, Cirkulane
Pristava este o localitate din comuna Cirkulane, Slovenia, cu o populație de 201 locuitori.